# Dorfkirche Bischofroda

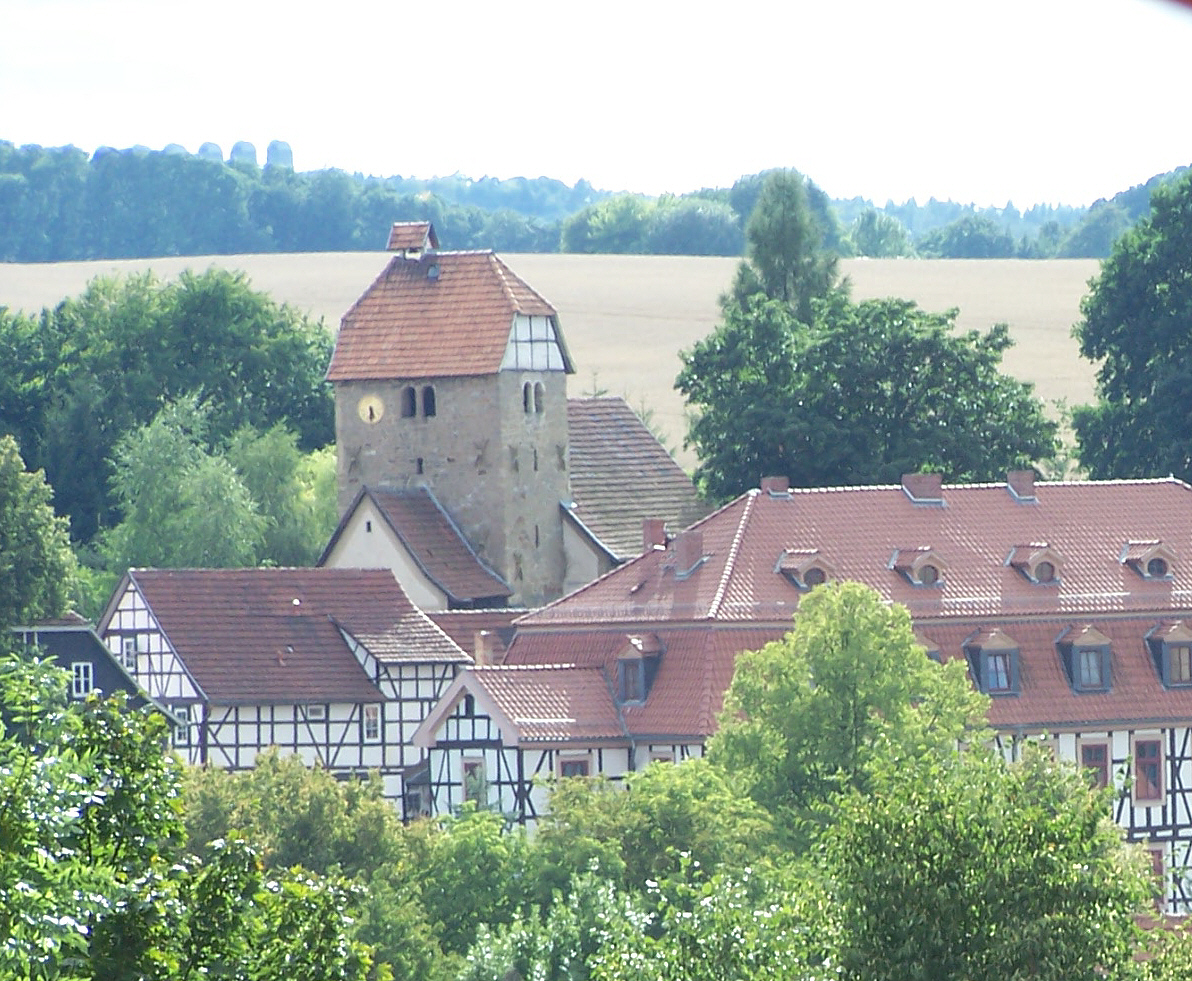
Ortsbild mit Kirche

Die evangelisch-lutherische Dorfkirche Bischofroda steht in der Gemeinde Bischofroda im Wartburgkreis in Thüringen. Sie gehört zum Pfarrbereich Bischofroda im Kirchenkreis Eisenach-Gerstungen der Evangelischen Kirche in Mitteldeutschland.

## Geschichte
In den Jahren 1103 bis 1104 wurde der jetzige Kirchturm als Wehrturm erbaut. Das Kirchenschiff in seiner heutigen Gestalt wurde Mitte des 17. Jahrhunderts errichtet, die großen Fenster wurden im 18. Jahrhundert nachträglich eingebaut. Um 1980 wurde das Glockenhaus neben der Kirche erbaut, weil die Glocken aus statischen Gründen nicht im Turm verbleiben konnten.
Ab 1993 war es möglich das Gebäude umfangreich zu sanieren. Unter anderem fand die statische Sicherung des Turmes statt. Die politische Gemeinde finanzierte 2009 die Neueindeckung des Daches und gab dem Kirchengebäude den Anstrich der Fassade. Jetzt soll die Knauf-Orgel restauriert und kommunal finanziert werden.